# Melón coreano
El melón coreano o chamoe (en coreano: 참외 [tɕʰa.mwe], literalmente "verdadero melón"), también conocido como melón oriental, es un tipo de melón cultivado en la Asia del Este.

## Producción
En 2017 en Corea del Sur, 41.943 hectáreas de tierra se utilizaron para el cultivo, produciendo cerca de 166.281 toneladas de melones coreanos. El Condado de Seongju, en la Provincia de Gyeongsang del Norte, es famoso por ser el centro del cultivo de melón coreano, con granjas de la región representando el 70 % de la producción total del país.

## Consumo
El melón fresco, con fina cáscara y pequeñas semillas, puede ser comido entero. Es notablemente menos dulce que las variedades occidentales de melón, y consiste en alrededor del 90% de agua. Su sabor fue descrito como un cruce entre un melón y un pepino.
La fruta es bastante consumida en Corea, donde se considera una fruta representativa del verano. En la cocina coreana, los melones son también a menudo conservados de los comidos como jangajji.

## En la cultura
Los números 94 y 114 de los Tesoros nacionales de Corea del Sur se forman en forma de melón coreano.

## Galeria

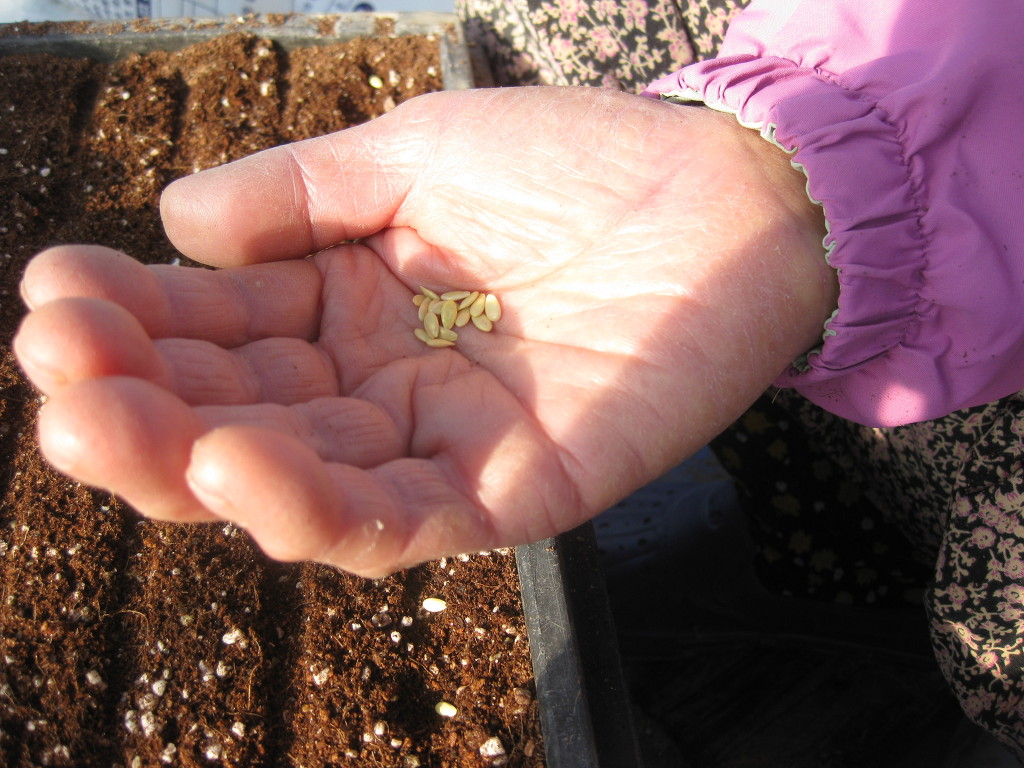
Semillas
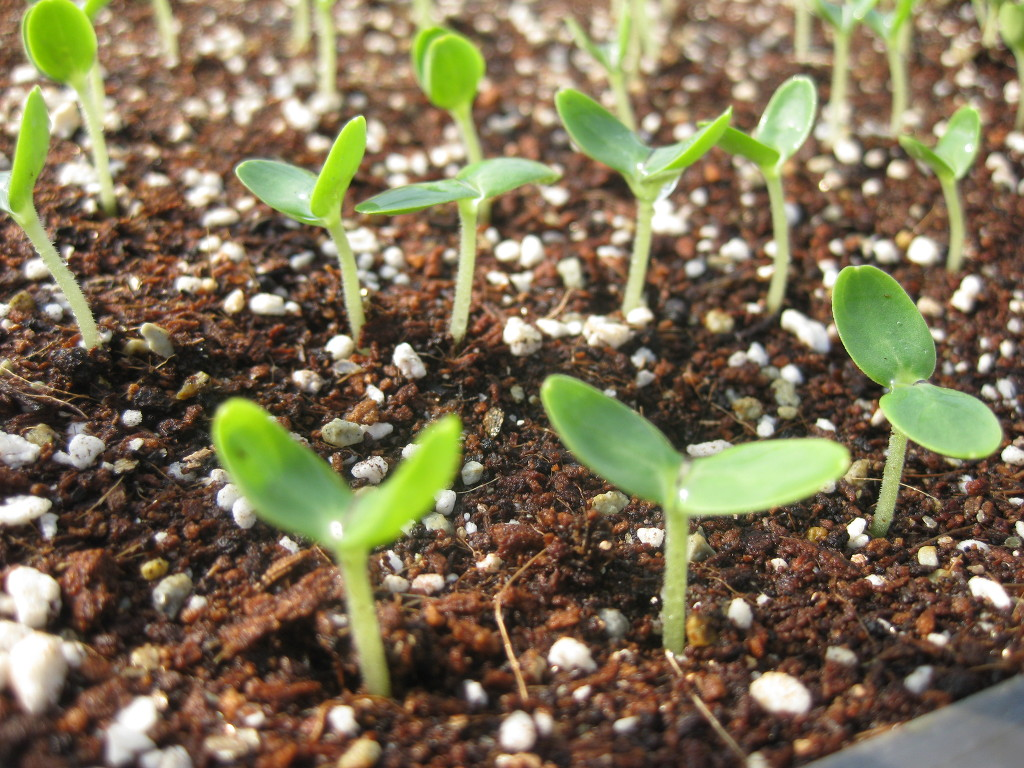
Plántulas (6 días)
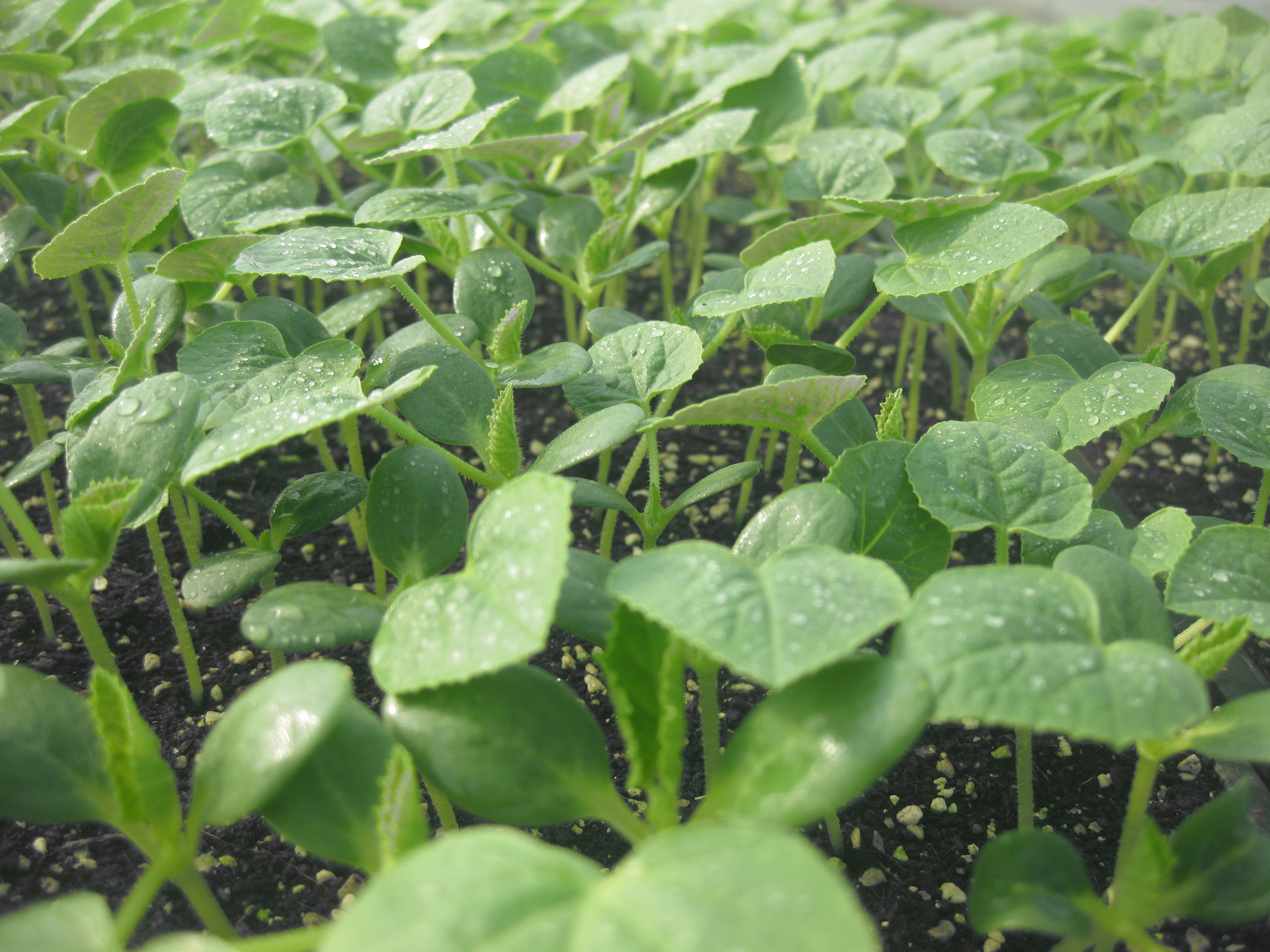
Plantas jóvenes (12 días)
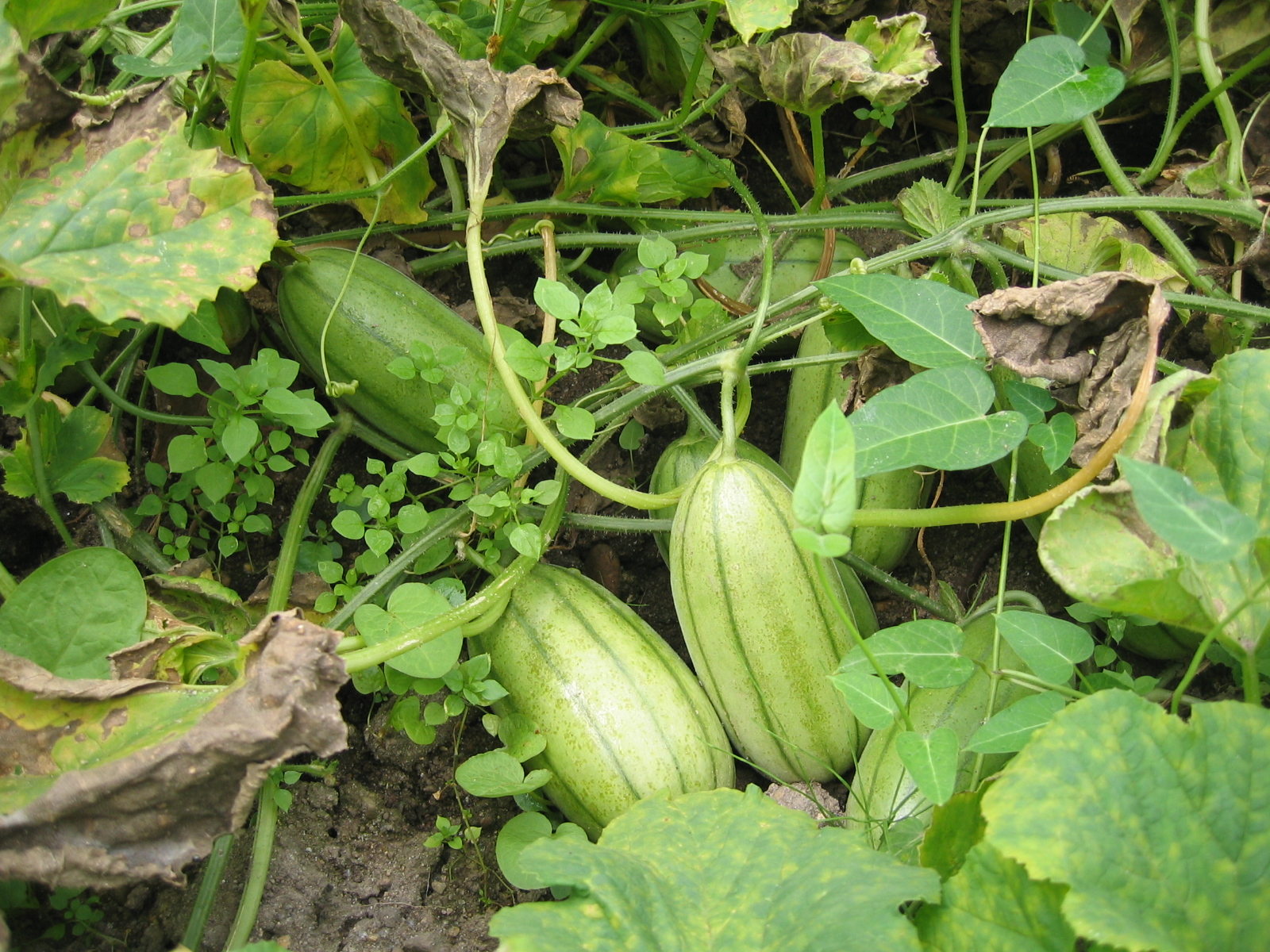
Melones verdes
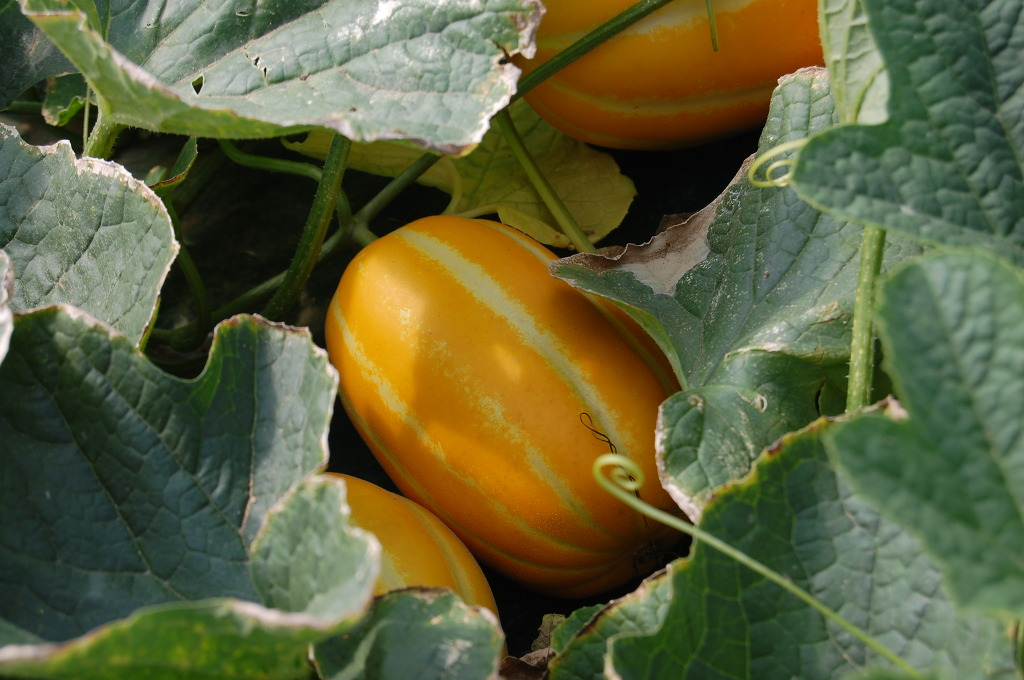
Melones maduros
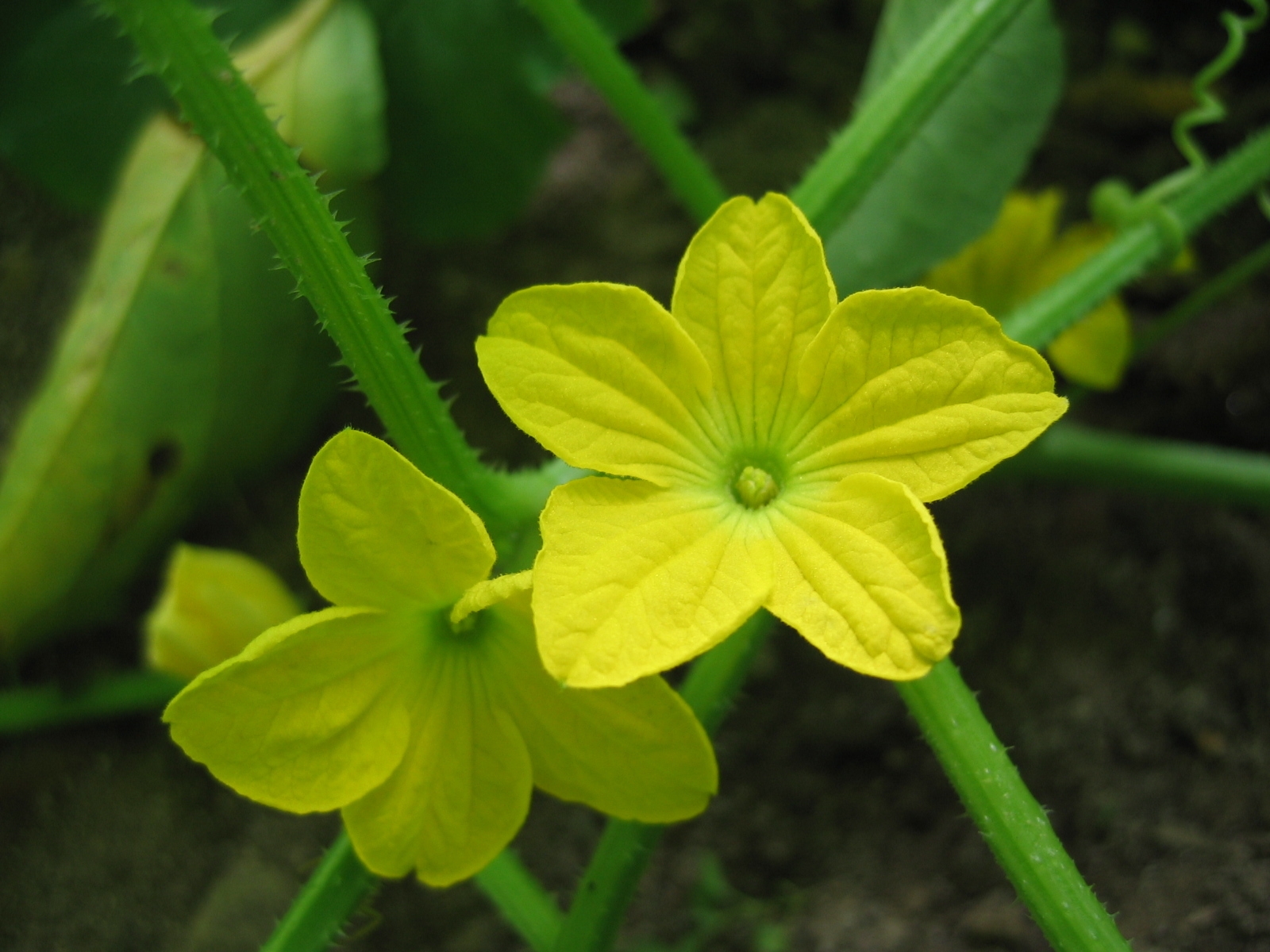
Flores
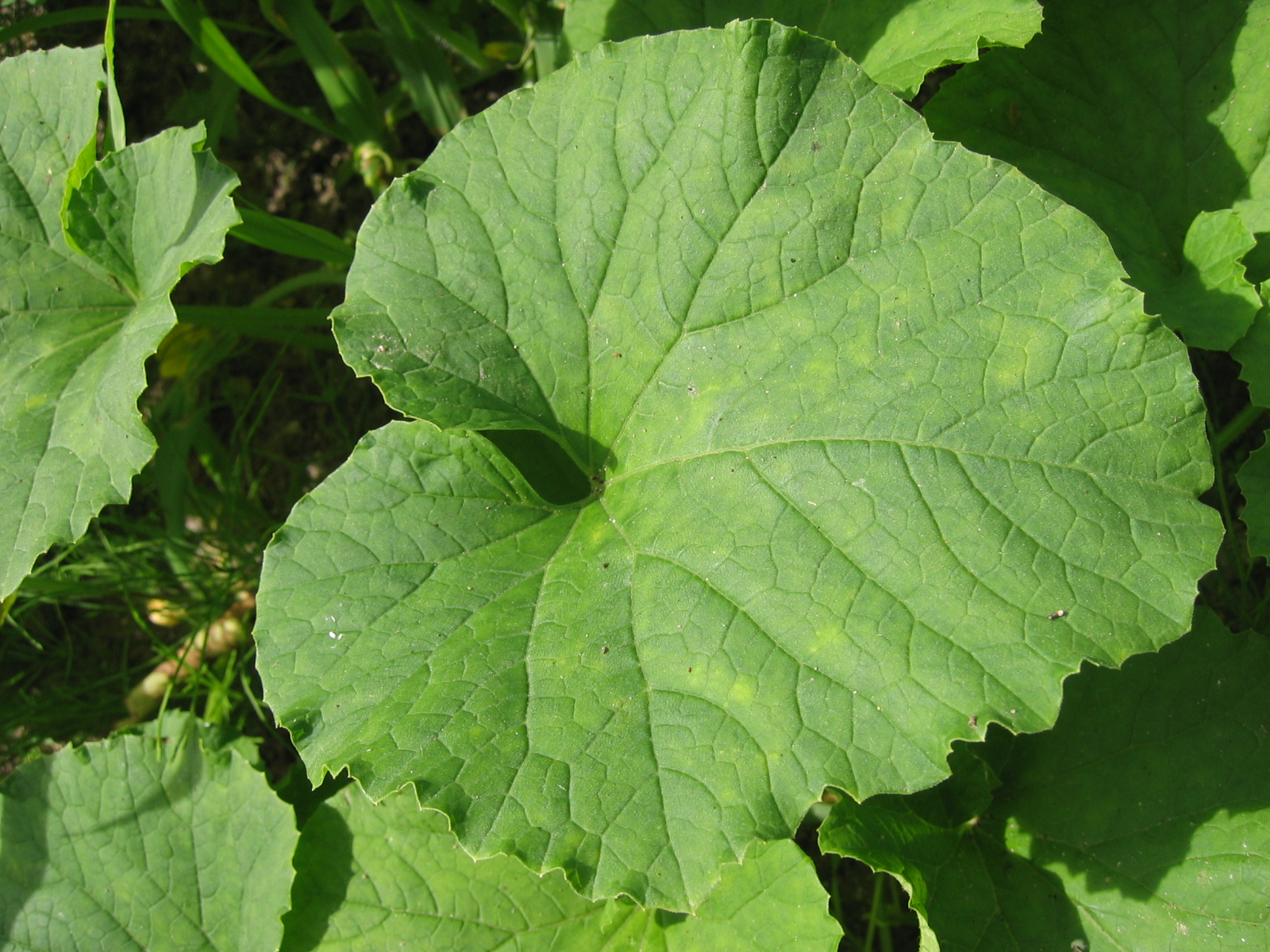
Hojas
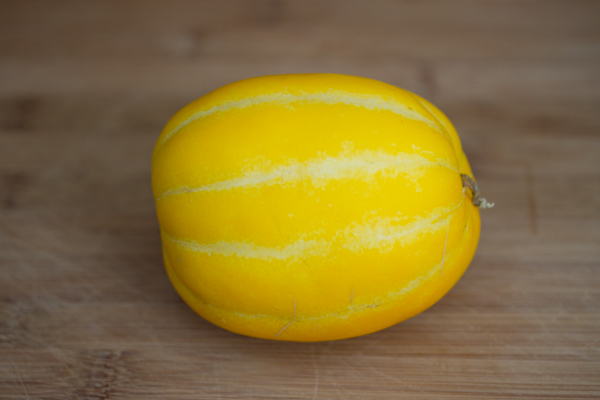
Un melón coreano
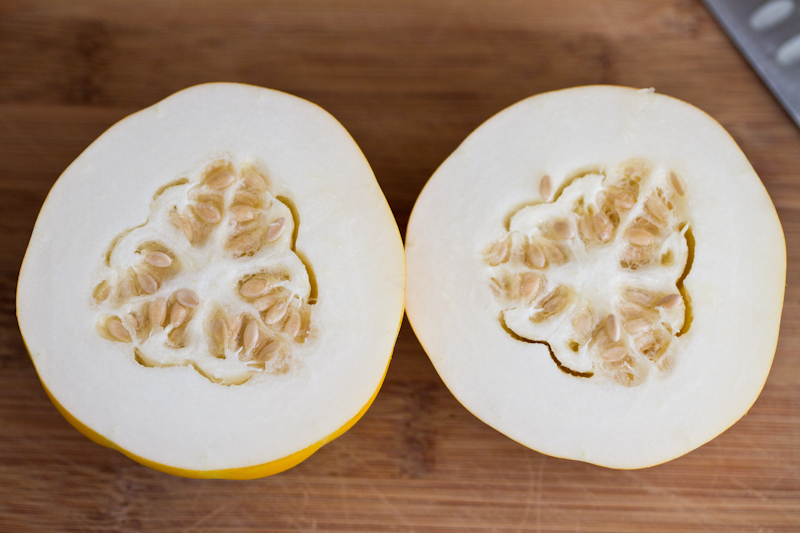
Sección transversal
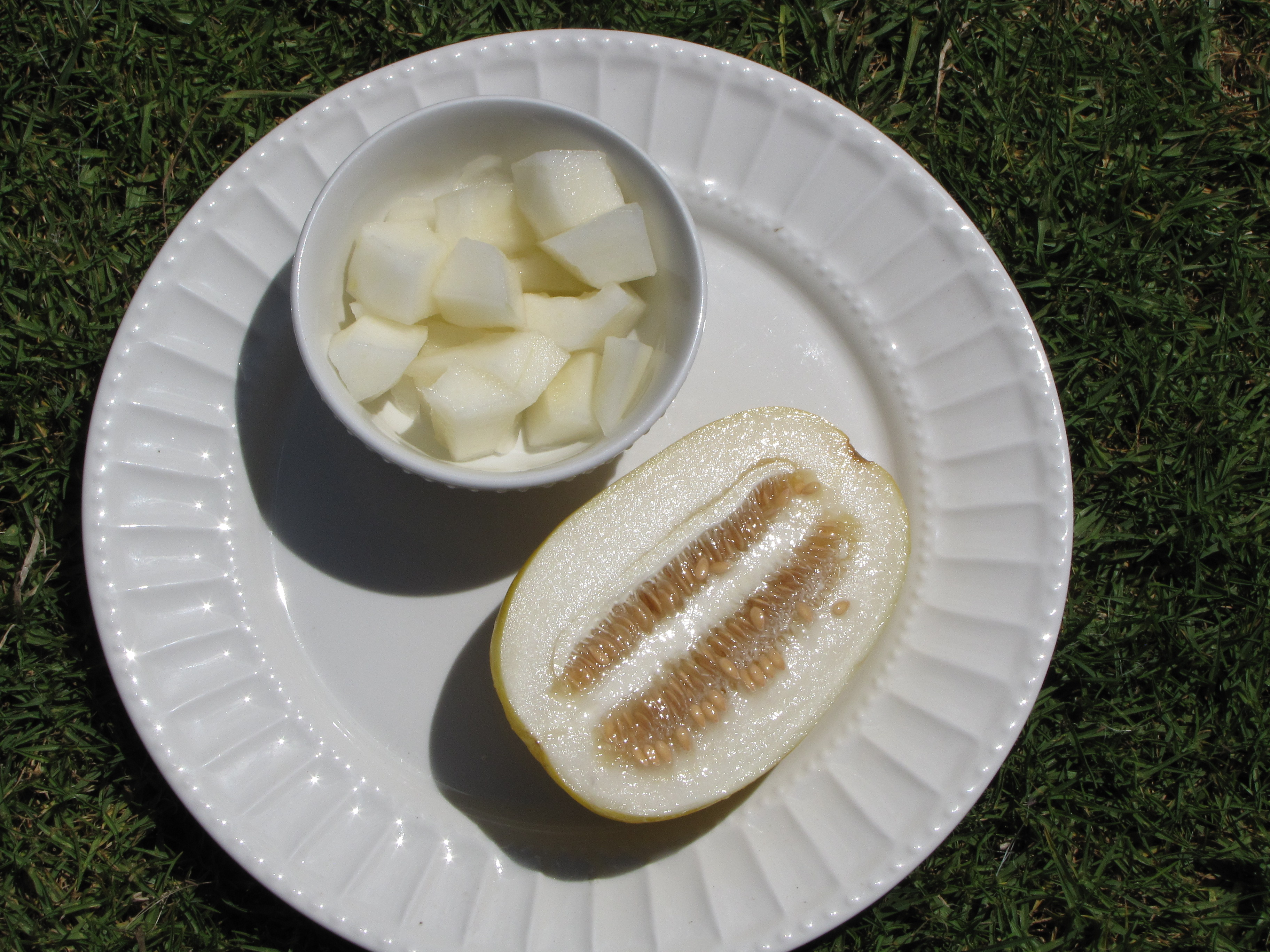
Sección longitudinal
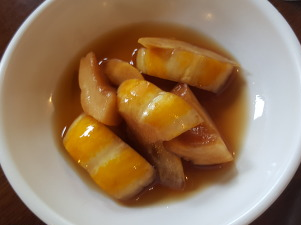
Chamoe-jangajji
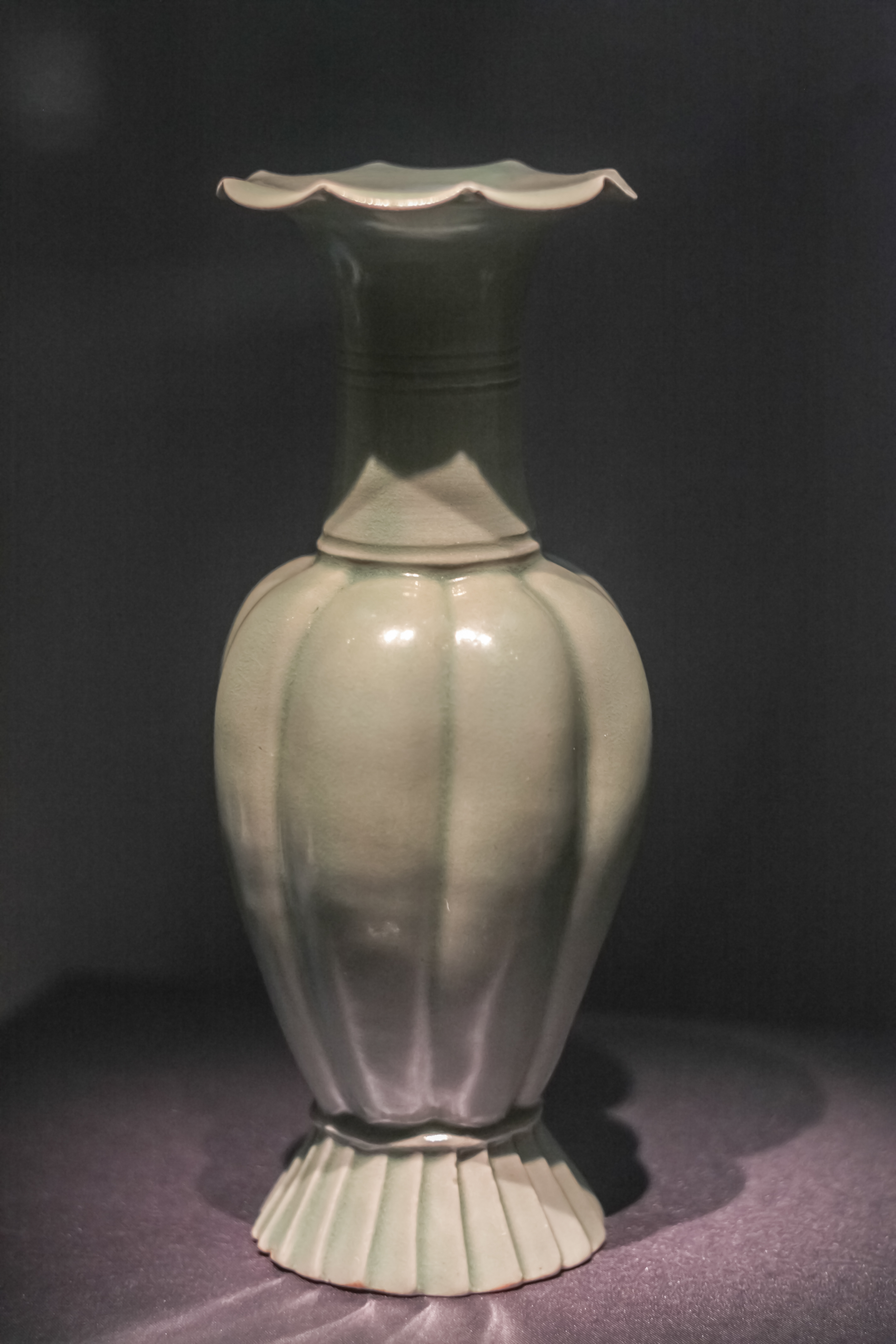
Botella celadon en forma de melón, de Goryeo (918–1392), en el Museo Nacional de Corea
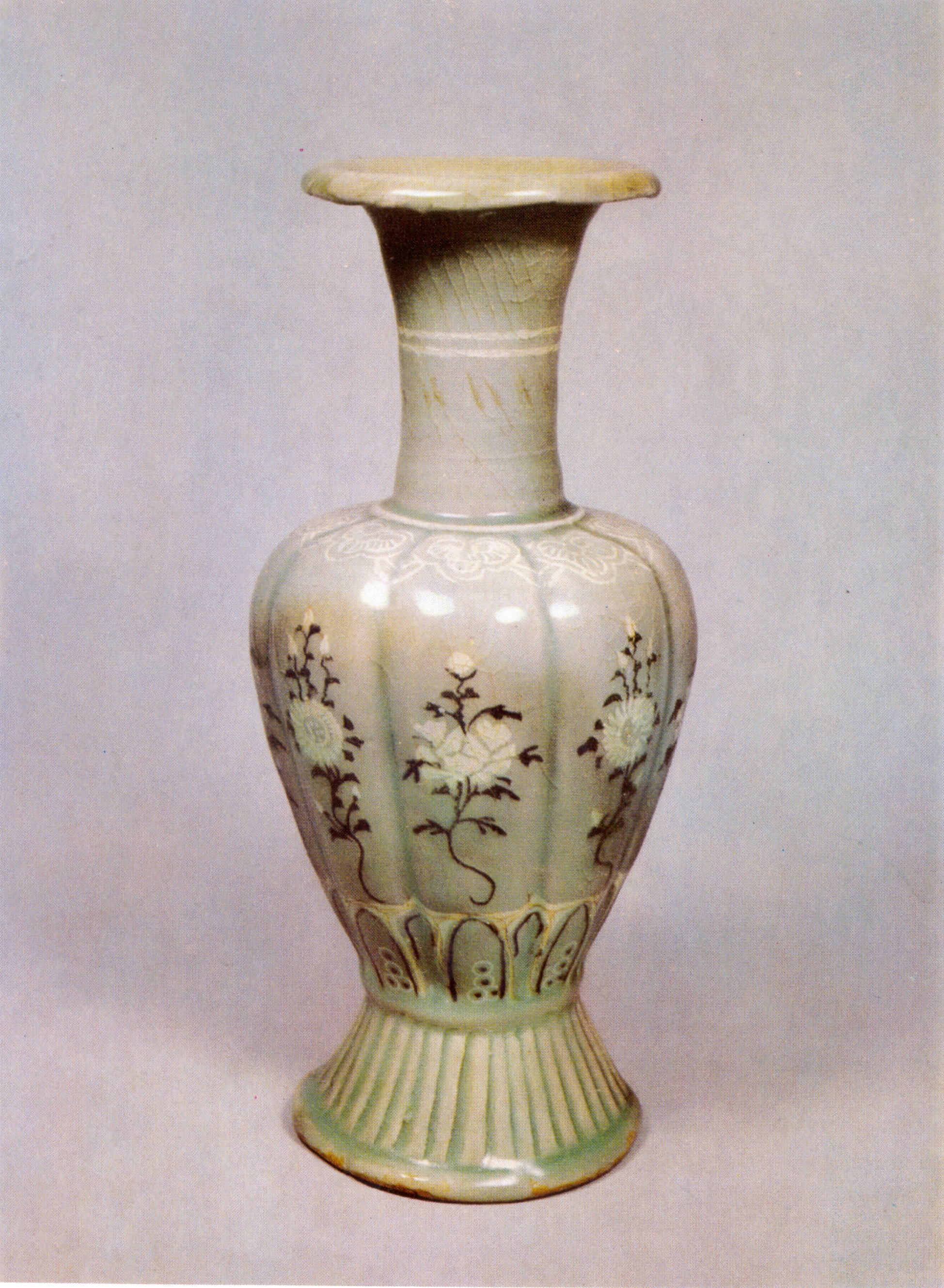
Botella celadon en forma de melón con patrón de peonía y crisantemo incrustado, de Goryeo, en el Museo Nacional de Corea